# Asesinato de Chris Kyle y Chad Littlefield
Los asesinatos de Chris Kyle y Chad Littlefield, ocurrieron el 2 de febrero de 2013, en las instalaciones de un campo de tiro, en la localidad de Chalk Mountains, Kyle, un antiguo Navy SEAL, y su amigo Littlefield caminaban por el campo para establecer objetivos cuando Eddie Ray Routh abrió fuego y los alcanzó a ambos. Routh era un veterano del Cuerpo de Marines de los Estados Unidos de 25 años de edad que había experimentado trastorno de estrés postraumático. El caso atrajo la atención nacional debido a la fama de Kyle como autor de la autobiografía y su subsecuente película American Sniper.

## Asesinatos
El 2 de febrero de 2013, Kyle, de 38 años, y su amigo, Chad Littlefield, de 35, fueron asesinados a tiros por Eddie Ray Routh en el campo de tiro de Rough Creek Ranch-Lodge-Resort en Condado de Erath, Texas. Tanto Kyle como Littlefield estaban armados con pistolas estilo M1911 calibre .45 cuando fueron asesinados, pero ninguna de las armas había sido desenfundada ni disparada, y los seguros todavía estaban puestos. Kyle fue asesinado con una pistola calibre .45, mientras que Littlefield recibió un disparo con una pistola SIG Sauer P226 Mk.25  Mod 0 de 9 mm. Ambas armas pertenecían a Kyle.
Kyle había comenzado a trabajar con veteranos después de dejar el ejército. La madre de Routh, que trabajaba en la escuela a la que asistían los hijos de Kyle, se enteró de su trabajo y le pidió que ayudara a su hijo. Aceptó llevar a Routh a un campo de tiro, lo que Kyle creía que tenía valor terapéutico.
Routh era un veterano del Cuerpo de Marines de los EE. UU. de 25 años de Lancaster, Texas. Según los informes, Kyle y Littlefield habían llevado a Routh al campo de tiro en un esfuerzo por ayudarlo con su trastorno de estrés postraumático (TEPT), que padecía durante su tiempo en el ejército. Routh también había estado entrando y saliendo de hospitales psiquiátricos durante al menos dos años y le habían diagnosticado esquizofrenia, aunque el motivo declarado no implicaba ningún síntoma típicamente asociado con la discapacidad, como alucinaciones o delusions. De camino al campo de tiro, Kyle le envió un mensaje de texto a Littlefield: "Este tipo está completamente loco". Littlefield respondió: "Cuida mis seis", jerga militar que significa "cuida mi espalda". Cuatro meses más tarde, mientras estaba en su celda, Routh le contó a Gene Cole, ex ayudante del sheriff del condado de Erath: "Iba en el asiento trasero del camión y nadie quería hablar conmigo. Simplemente me llevaban al CAMPO, así que les disparé. Me siento mal por eso, pero no quisieron hablarme. Estoy seguro de que me han perdonado."
A Kyle le habían disparado seis veces, incluida una bala “rápidamente mortal” en la espalda que le atravesó la aorta, y otra en la mandíbula que le provocó una lesión de la médula espinal grave. Littlefield recibió siete impactos, cuatro de ellos que habrían sido mortales al instante. Una de las heridas de bala estaba en la parte superior de la cabeza, lo que indica que probablemente fue disparada mientras Littlefield ya estaba en el suelo.
Las fotografías de la escena del crimen mostradas en el tribunal muestran a Kyle tirado en el suelo frente a una plataforma elevada desde donde se dispararon rifles a objetivos a una distancia de hasta 1000 yardas. Littlefield yacía en la misma terraza cercana.
Después de los asesinatos, Routh fue primero a un Taco Bell y compró unos burritos, luego fue a la casa de su hermana en Midlothian y le contó lo que había hecho. Su hermana, Laura Blevins, llamó al 9-1-1 y le dijo al operador de emergencia: "Fueron a un campo de tiro... Como si estuviera completamente loco. Es... psicótico". Después de eso, Routh condujo hasta su casa y recogió a su perro. La policía local primero distrajo a Routh hablando con él, donde habló irracionalmente sobre el infierno, el fin del mundo y el vudú. Después de que Routh se escapó por un intento fallido de usar tiras de púas, la policía capturó a Routh después de una breve persecución en la autopista, que terminó cuando Routh, quien huyó de la escena en la camioneta Ford F-350 de Kyle, se estrelló contra una patrulla policial en Lancaster.

## Autor
Eddie Ray Routh (Lancaster, Texas; 30 de septiembre de 1987) es hijo de Raymond y Jodi Routh.
Quiso unirse a la Infantería de Marina desde que tenía trece años y lo hizo después de la secundaria. En septiembre de 2007, fue enviado a una base cerca de Bagdad, donde trabajó durante seis meses como guardia de prisión y reparando armas. En enero de 2010, fue enviado en misión humanitaria a Haití. En julio de 2011, fue dado de baja honorablemente del Cuerpo de Marines después de servir durante cuatro años.
A finales de julio de 2011, los médicos del Hospital de Veteranos diagnosticaron que Routh padecía un trastorno por estrés postraumático y le recetaron antipsicóticos y antidepresivos. Estaba experimentando alucinaciones auditivas y paranoia, y había amenazado suicidarse. Los médicos de VA creyeron que los síntomas psicóticos de Routh eran causados por el abuso de alcohol y le ofrecieron tratamiento hospitalario. Él rechazó y dejó de tomar su medicación.

## Víctimas
- Chris Kyle (8 de abril de 1974- 2 de febrero de 2013), edad 38
- Chad Littlefield (11 de febrero de 1977 - 2 de febrero de 2013),[2]edad 35

## Juicio
Routh fue procesado el 2 de febrero de 2013 por dos cargos de asesinato capital y fue llevado a la cárcel del condado de Erath bajo una fianza de $3 millones.Su juicio debía comenzar el 5 de mayo de 2014, pero se retrasó para permitir más tiempo para cumplir con los requisitos de las pruebas de ADN. El juicio comenzó el 11 de febrero de 2015.
Los abogados de Routh argumentaron que estaba fuera de sí en el momento de los asesinatos.El psicólogo forense Randall Price, testigo de la acusación, sospechaba que Routh fingía esquizofrenia. Dijo que Routh en realidad tenía trastorno de personalidad paranoide exacerbado por el consumo de drogas. También testificó que los síntomas psicóticos de Routh podrían atribuirse al abuso de drogas y alcohol. Otro experto, el Dr. Michael Arambula, testificó que no creía que Routh fuera esquizofrénico y que no estaba loco en el momento de los asesinatos porque estaba intoxicado.
El 24 de febrero de 2015, Routh fue declarado culpable de asesinar a Kyle y Littlefield. El jurado emitió el veredicto después de menos de tres horas de deliberaciones. El juez de primera instancia, Jason Cashon, condenó inmediatamente a Routh a cadena perpetua sin posibilidad de libertad condicional.
Routh está encarcelado en la prisión "Ramsey Unit" adherida al Departamento de Justicia Criminal de Texas, localizado en el Condado de Brazoria, Texas.

## Funerales
Se llevó a cabo un servicio conmemorativo para Kyle en el Cowboys Stadium en Arlington, Texas, el 11 de febrero de 2013. Fue enterrado el 12 de febrero de 2013, en el Cementerio Estatal de Texas en Austin, después de que el corte fúnebre viajara desde Midlothian a Austin, más de 200 millas (321 km).
Miles de personas, muchas de ellas ondeando banderas estadounidenses, se alinearon en la Interestatal 35 para ver la procesión y presentar sus últimos respetos a Kyle.
El funeral de Littlefield se llevó a cabo el 8 de febrero de 2013 en la Primera Iglesia Bautista de Midlothian, Texas; fue enterrado en el cementerio Mount Zion.